# Darling 2015
Darling es una película de terror psicológico estadounidense de 2015 escrita y dirigida por Mickey Keating. Está protagonizada por Lauren Ashley Carter como una mujer joven que lentamente se vuelve loca después de convertirse en cuidadora de un gran apartamento en la ciudad de Nueva York. También cuenta con Sean Young, Brian Morvant, Larry Fessenden, Helen Rogers y John Speredakos. Se estrenó en el Fantastic Fest 2015 y se estrenó en cines limitados en los Estados Unidos y VOD en abril de 2016. 

## Trama
La película se desarrolla en seis capítulos.

### Capítulo 1: Ella
Madame deja sola a Darling como la nueva cuidadora de una antigua casa en la ciudad de Nueva York. Antes de irse, Madame advierte que la anterior cuidadora se tiró por el balcón. Darling queda fascinada con un collar de cruz invertida que encuentra en un cajón de la cómoda. También encuentra una puerta cerrada al final de un pasillo, pero Madame le prohíbe por teléfono abrirla. Darling, sin saberlo, deja caer el collar mientras hace la compra y un hombre se lo devuelve en la calle. Se da a entender que ella lo reconoce. Después de experimentar un ataque de pánico, Darling sigue al hombre y descubre dónde vive.

### Capítulo 2: Invocación
Darling comienza a experimentar visiones alucinatorias. Los ruidos en la casa la llevan al balcón donde encuentra un proverbio latino "Abyssus abyssum invocat" que significa "Lo profundo llama a lo profundo" ("el infierno llama al infierno" o "un paso en falso lleva a otro") escrito en un panel de madera.

### Capítulo 3: THRILLS!!
Darling sigue al hombre de antes a THRILLS !!, un salón local. Comparten bebidas antes de que Darling lo invite a regresar a su casa. El hombre menciona cómo se dice que la casa está encantada y se rumorea que fue un lugar donde alguien una vez intentó conjurar al diablo. Darling de repente apuñala al hombre hasta la muerte en medio de la conversación y comienza a delirar que se está vengando de un hombre llamado Henry Sullivan al que no se le puede permitir vivir por lo que le hizo "esa noche".

### Capítulo 4: Demonio
Darling coloca una bolsa sobre la cabeza del hombre, asfixiándolo, y mete su cuerpo en la bañera. Darling se va a dormir, agarrando el collar con la cruz contra su pecho y recitando "Abyssus abyssum invocat". Darling sueña con el hombre muerto atacándola en su cama.

### Capítulo 5: Infierno
Darling encuentra una tarjeta en el hombre que lo identifica como Henry Sullivan. Después de cortarle la cabeza y las extremidades y ponerlas en una bolsa, Darling revisa la identificación nuevamente y ve que el nombre ahora dice James Abbott.

### Capítulo 6: La cuidadora
Madame llama después de descubrir que la referencia de Darling, la Dra. Abbott, nunca fue su empleador; Darling responde con calma que el médico dice que está "bien ahora". Madame implora a Darling que se vaya de su casa. Darling pregunta si la habitación cerrada con llave en el piso de arriba fue el sitio del conjuro del diablo que se cuenta en los cuentos locales. Madame no responde. Darling responde: "Creo que ahora me convertiré en una de tus historias de fantasmas". Darling derriba la puerta cerrada con llave en el piso de arriba y se horroriza por lo que ve, pero no se muestra a la audiencia. Darling camina por el pasillo, se corta toda la ropa y se pone el collar con la cruz. Una mujer llega a la casa con dos policías, presuntamente alertados por Madame vía telefónica, y encuentran la bolsa con las partes del cuerpo después de entrar con una llave de repuesto. Darling los oye, sube al techo y salta; sus visiones ahora se completan.
En la escena posterior a los créditos, Madame contrata a otra joven como la nueva cuidadora de la casa y recita las mismas líneas que le habló a Darling en su primer encuentro.

## Elenco
- - Lauren Ashley Carter como Darling
  - Sean Young como Madame
  - Brian Morvant como El Hombre
  - Larry Fessenden como Oficial Maneretti
  - Helen Rogers como La chica nueva
  - John Speredakos como Oficial Clayton

## Producción
El rodaje tuvo lugar en la ciudad de Nueva York durante doce días. Keating fue influenciado por Roman Polanski, incluidos Rosemary's Baby, The Tenant y Repulsion. Después de ser contactado por Keating, Fessenden se unió como productor ejecutivo y contrató a Young. [2] Se eligió Nueva York como lugar para enfatizar la alienación y el desapego que sentía el personaje de Carter. Después de ver películas de terror de la década de 1960 mientras escribía Darling, Keating dijo que se sentía "correcto y necesario" rodar en monocromo. [3]

## Lanzamiento
Darling se estrenó en el Fantastic Fest el 26 de septiembre de 2015. Posteriormente fue recogido para su distribución por Screen Media Films, [4] que lo estrenó teatralmente en Nueva York y Toronto el 1 de abril de 2016. Debutó en video on demand una semana después . [5]

## Recibimiento
Rotten Tomatoes, un agregador de reseñas, informa que el 71% de los 24 críticos encuestados dieron a la película una reseña positiva; la calificación promedio es 6.3 / 10. El consenso del sitio dice: "Las inspiraciones clásicas de Darling serán obvias para los fanáticos del horror incondicional, pero están desplegadas con suficiente ingenio y estilo para valerse por sus propios méritos escalofriantes". [6] Metacritic lo calificó con 60/100 según nueve revisiones. [7] Frank Scheck de The Hollywood Reporter escribió: "Lauren Ashley Carter ofrece un giro fascinante en esta película de terror elegante pero derivada". [8] Richard Whittaker de The Austin Chronicle la describió como una "carta de amor descarada a los primeros trabajos en inglés de Roman Polanski ", aunque Whittaker dijo que Keating ha desarrollado su propio estilo reconocible, que desafía constantemente al público. [9] Madeleine Koestner de Fangoria lo calificó con 3/4 estrellas y lo calificó de "inquietante, angustioso y fascinante". Koestner elogió la atmósfera y la intensidad de la película y dijo que compensa la falta de desarrollo de los personajes. [10] Trace Thurman, de Bloody Disgusting, lo calificó con 4/5 estrellas y escribió: "Puede que Darling no proporcione respuestas fáciles, pero es un viaje hipnótico y alucinante por la mente de una mujer que está perdiendo la calma". [11] Ari Drew de Dread Central lo calificó con 4/5 estrellas y escribió que aunque la película "tiene una deuda con los primeros Polanski", es refrescante y "nunca se siente barata en su homenaje". [12] Alex Williams de Twitch Film escribió, "Darling carece de la paciencia de sus mayores influencias, y sus intentos dominantes de asustar a la audiencia terminan descarrilando un esfuerzo por lo demás caprichoso e intrigante". [13]